# Henenu

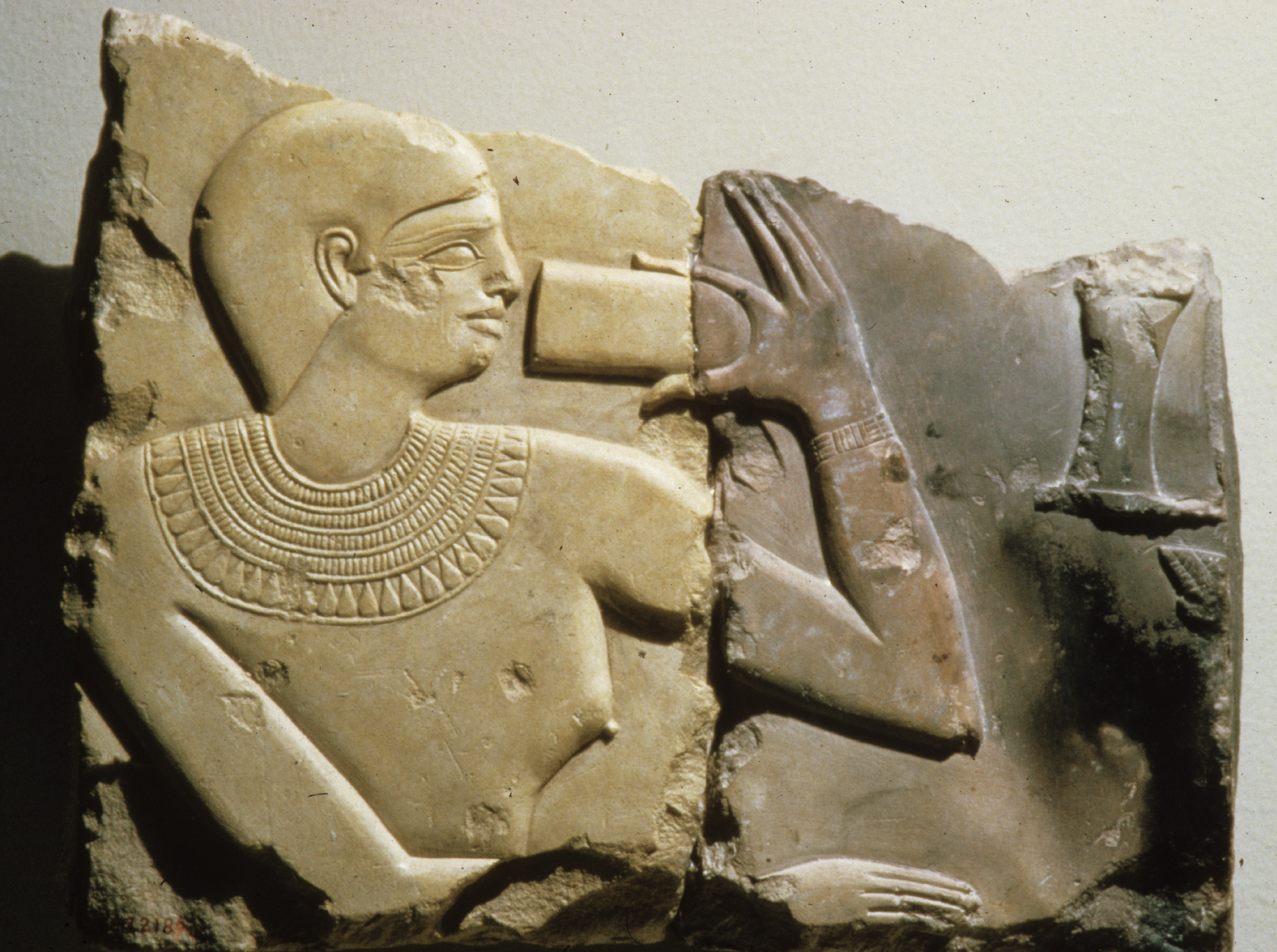
Henenu

Henu oder Henenu ist der Hausvorsteher (altägyptisch: „Em-ra-per“ (M-r3-pr), manchmal „Imi-ra-per“ (Jmj-r3-pr) vokalisiert, später unter Amenemhet I. zu „Imi-ra-per-wer“ (Jmj-r3-pr-wr) erweitert) der ägyptischen Könige Mentuhotep II. und Mentuhotep III., der als erster Beamter des Mittleren Reichs die Wege in den Libanon und nach Punt (Goldland) wieder geöffnet hat.

## Belege

### Die Inschrift Wadi Hammamat Nr. 114
Im Wadi Hammamat findet sich folgende Inschrift von Henu:
| Vertikale Zeile (Couyat & Montet 1 = Breasted 0) „[…] Se-anch-ka-Re […]“ Horizontale Zeile (M 2 = B 1) Jahr Acht 3. Schemu I (18. August). Zeile (M 3 = B 2) Der wirkliche Lieblingsdiener, der alles tut, was er preist, jeden Tag, Träger des königlichen Siegels, [einziger] Be[gleiter], - Aufseher über das, was ist und das, was nicht ist, Aufseher über die Tempel, Aufseher über die Getreidespeicher und das Weiße Haus, Zeile (M 4 = B 3) Aufseher über Horn und Huf, Chef der sechs großen Häuser, der mit lauter Stimme den König am Tage des Aufwartens ausruft, der den Gefangenen beurteilt gemäß seiner Wüste […] Zeile (M 5 = B 4) […] Zeile (M 6 = B 5) […] Zeile (M 7 = B 6) […] Zeile (M 8 = B 7) […]Der das Herz des Königs zufriedenstellt als Wächter des Tores des Südens; über die Zeile (M 9 = B 8) Verwaltung der Gaue des Südens, Vorsteher des Schatzes aus Gold … der die Haunebu (Unzivilisierte) ohnmächtig macht, zu dem die Beiden Länder kommen und sich verneigen, an den jedes Amt berichtet; Träger des königlichen Siegels, einziger Begleiter. Zeile (M 10 = B 9) der Haushofmeister Henu sagt:"[Mein Herr, sein Leben sei lang] und er sei bei guter Gesundheit, [hat mich] gesandt, um ein Schiff nach Punt auf den Weg zu bringen, um ihm frische Gewürze/Myrrhe (anti), die sich im Besitze der Scheichs der Wüste/des Roten Landes befinden, zu bringen, wegen seiner Furcht in den Hochländern (?). Also bin ich von Koptos aufgebrochen, Zeile (M 11 = B 10) auf dem Weg, den seine Majestät mir gezeigt hat: Eine Truppe aus dem Süden begleitete mich. Sie bestand aus […] w3bw (?) aus dem Gau von Theben – von der einen Seite bis Iumiteru und auf der anderen Seite bis Shabe –, königlichen Beauftragten aller Art, aus den Dörfern und Feldern, sie gingen vereint an meiner Seite; zwei Corps Aufklärer (?), vier Kompanieen Wachleute (?) Zeile (M 12 = B 11) machten vor mir den Weg frei, indem sie die Feinde des Königs unterwarfen; Jäger und Gebirgsjäger/Wüstenbewohner/Kinder des Hochlands wurden als Wachen aufgestellt, um mein Corps zu sichern. Die Verantwortung für alles war mir von seiner Majestät übergeben worden. Sie sandten Boten zu mir, und so wie ich befahl, gehorchten Millionen. Ich bin mit einer Truppe von 3.000 Mann aufgebrochen. Zeile (M 13 = B 12) Ich habe den Weg in einen Strom verwandelt, das Rote Land/die Wüste in fruchtbare Felder der Ebene: Ich habe jedem eine lederne Flasche gegeben, eine Tragestange, zwei Schläuche/Krüge Wasser und 20 Semmeln für jeden Tag, die Mulis waren mit Sandalen beladen. Nun grub ich zwölf Brunnen im Busch Zeile (M 14 = B 13) […]Als ich Wadj-Wer erreichte, baute ich ein Schiff/eine Flotte und entsandte es/sie mit allem, nachdem ich ein großes Opfer aus Rindern, Stieren und Zeile (M 15 = B 14) Gazellen/Ibissen dargebracht hatte. Jetzt nach meiner Rückkehr vom Wadi-Wer taten sie, was seine Majestät befohlen hatte und ich brachte ihm von den Produkten, die ich gefunden hatte an den Ufern des Gotteslandes. Ich bin herabgestiegen durch Wag und Ra-henu und brachte ihm Steinblöcke hoher Qualität für Statuen für die göttliche Kapelle/den Tempel; nie Zeile (M 16 = B 15) wurde solches getan von einem Vertrauten des Königs, der ausgesandt wurde, seit der Zeit des Gottes. Ich tat dies für die Majestät meines Herrn, weil er mich so sehr liebte […]" Zeile (M 17 = B 16) […] |

Übrigens ist diese Inschrift die einzige datierte Inschrift aus der Regierung von Mentuhotep III.

### Das Grab Deir el-Bahari (MMA 510; TT 313)
Nördlich des Tempels von Mentuhotep II. Neb-hepet-Re in Deir el-Bahari hat Haushofmeister Henenu [hier wird er mit -nn- geschrieben] sich ein Grab anlegen lassen. Es sind vier Kalkstein-Stelen erhalten, Fragmente des bemalten Sarkophags und der Türeinfassung. Zwei der Stelen sind etwas besser erhalten und befinden sich im Metropolitan Museum of Art. Sie standen ursprünglich einander gegenüber im Eingang des Grabs. Sie sind von einem Inschriftenband eingefasst. Darauf befinden sich 16 Zeilen eines biographischen Textes. Daneben befindet sich ein Relief mit dem Grabherrn, der hinter einem Opfertisch sitzt. Der Name von Mentuhotep II. Neb-hepet-Re wird ausdrücklich erwähnt.
| [Sein (des Königs) wahrer Lieblings]diener, [der das tat, was er pries] im Laufe eines jeden Tages, der Aufseher über Horn, Huf, Feder und […], der Aufseher über […], über das, was fliegt und das, was herunter flattert, der Aufseher über das, was ist und das was nicht ist, der große Haushofmeister Henenu. |

Dann folgen Fragmente, aus denen hervorgeht, dass er in den Gauen Thinis und Aphroditopolis für den König Steuern eingetrieben hat, dass er verstopfte Kanäle gereinigt hat und eine große militärische Expedition organisiert hat. Er hat das Haus meines Herrn versorgt und für sein Wohlergehen in allen seinen Bereichen gesorgt. Für sein eigenes Grab hätte er Granit aus Assuan herbeischaffen lassen. Er habe eine Reise nach Syrien, bzw. dem Libanon unternommen, um Holz, genauer Zedernstämme, für den König zu holen.

### Weitere Spuren
1.: Ebenfalls am Westufer von Theben (Ägypten) sind mehrere Mumienbinden zum Vorschein gekommen, die aus einer Werkstätte Henenus stammen. Dies ist daraus ersichtlich, dass die Hersteller eigene Zeichen auf den Tüchern angebracht haben.
1.1: Aus dem Grabe des Wah.
1.2: Aus dem Grabe der Miyet.
2.: In Shatt er-Rigale neben einer großen Inschrift von Mentuhotep II. Neb-hepet-Re erscheint der Hausvorsteher H[enenu] in der Gesellschaft der Beamten des Königs.
3.: Eine missverständliche Stelle bei Eduard Meyer deutet auf ein Kenotaph in Abydos. Das ist aber ohne weitere Überprüfung ganz unsicher.

## Interpretation

### Ist Henu identisch mit Henenu?
Zum einen besteht Uneinigkeit, ob der Henenu des Grabes in Deir el-Bahari und der Henu der Inschrift im Wadi Hammamat ein und dieselbe Person sind. William C. Hayes betonte die Identität beider Personen. Sein Kollege Herbert E. Winlock unterschied beide Personen peinlich genau, ohne jedoch ausdrücklich darauf hinzuweisen. Vielleicht wollte er eine direkte Konfrontation mit Hayes in diesem Punkt vermeiden. Allerdings weist er darauf hin, dass dieser Name nicht selten gewesen sei zu dieser Zeit und von Privatpersonen genauso oft verwendet wurde wie ein Königsname. James P. Allen, Curator emeritus des Metropolitan Museum of Art, spricht sich gegen eine Gleichsetzung aus, weil er die Anlage des Grabes sehr früh in der Regierung Neb-hepet-Res ansetzt, hält aber Henu für den Nachfolger Henenus im Amt des Haushofmeisters. In einem späteren Artikel vertrat Allen jedoch die Ansicht, dass beide identisch seien.

### Wohin ist He(ne)nu gefahren?
Zum anderen besteht Uneinigkeit, wohin Hen(en)u überhaupt gefahren ist. Es bestehen mehrere Möglichkeiten bei Fahrten nach Punt:
1. Er fährt auf dem Nil nach Koptos. Von dort durchquert er die arabische Wüste entlang des Wadi Hammamat (Ro-hanu) bis zum Roten Meer, das „Große Grüne“ (Wadj-Wer). Dort lässt er ein Schiff nach Süden fahren. Die Mannschaft marschiert dann noch ein Stück über Land und erreicht einen Fluss, der im Verhältnis zum Nil „verkehrt herum fließt“. Dort wird die Göttin Hathor verehrt, weshalb das Land auch „Gottes Land“ genannt wird. Diese Variante wird von den meisten Ägyptologen angenommen.
2. Er fährt auf dem Nil bis Koptos. Er zieht dann zwar ein Stück das Wadi Hammamat entlang, biegt dann aber nach Süden um. Nach langem Marsch erreichen sie den Nil zwischen dem vierten und dem fünften Katarakt wieder. Der Nil ist hier durch die äthiopischen Zuflüsse angeschwollen und die Überschwemmung hat bereits begonnen, was das „Große Grüne“ genannt wird. Sie fahren noch ein Stück flussaufwärts und verlassen den Fluss dann in Richtung Osten. Dort erreichen sie „den Fluss, der verkehrt herum fließt“ und das „Gottesland“. Diese Variante wird von der ehemaligen Konservatorin des Louvre, Christiane Desroches Noblecourt, und Claude Vandersleyen angenommen.
3. Er fährt auf dem Nil nach Norden und erreicht das Mittelmeer, das „Große Grüne“. Seine Mannschaft fährt dann nach Byblos, wo Hathor verehrt wird, und durchquert dann die syrische Wüste und erreicht den Euphrat, der im Gegensatz zum Nil „verkehrt herum fließt“. Dies würde auch mit der Inschrift im Grab übereinstimmen.
4. Er fährt auf dem Nil bis nach Koptos, durchquert die arabische Wüste entlang des Wadi Hammamat. Seine Mannschaft fährt dann über das Rote Meer, das „Große Grüne“ zum Sinai, wo in den Steinbrüchen Hathor verehrt wird. Von dort aus marschieren sie nach Norden bis sie den Libanon und zuletzt den Euphrat erreichen. Dies würde erklären, warum die Inschrift im Wadi Hammamat angebracht wurde.

### Namensgleichheit mit dem karthagischen Seefahrer Hanno
Er sollte nicht mit Hanno der Seefahrer, dem karthagischen Seefahrer aus dem 1. Jahrtausend v. Chr. verwechselt werden, selbst wenn dessen Bericht ebenfalls in Stein gemeißelt im Tempel des Baal Hammon in Karthago zu lesen war und sich beide um die Erforschung der afrikanischen Küsten verdient gemacht haben. Beide werden sowohl in der phönikischen, wie in der ägyptischen Schrift nur H(-n)-nw geschrieben, da erst die Griechen Vokale benutzt haben.